# William Marrion Branham
Pour les articles homonymes, voir Branham.
 (février 2017).
Si vous disposez d'ouvrages ou d'articles de référence ou si vous connaissez des sites web de qualité traitant du thème abordé ici, merci de compléter l'article en donnant les références utiles à sa vérifiabilité et en les liant à la section « Notes et références ».
William Marrion Branham (Kentucky ,6 avril 1909 - Texas, 24 décembre 1965) est un pasteur évangélique américain ayant été influent au sein des églises pentecôtistes américaines, quoiqu'il refusât d'appartenir à ces organisations. Il est parfois considéré comme le fondateur du mouvement La Pluie de l’Arrière Saison (en). Ses partisans voient en lui l'avènement d'un prophète majeur : Élie annoncé par le prophète Malachie dans l'Ancien Testament (Mal. 4:5). Son ministère suscita les vocations de plusieurs évangélistes.

## Biographie
William Branham est né le 6 avril 1909 dans une cabane dans les Kentucky Hills, fils aîné de Charles et Ella Branham, et a grandi près de Jeffersonville (Indiana). Son père était un bûcheron illettré alcoolique et contrebandier. Sa mère était d'origine indienne Cherokee. William Branham affirma par la suite avoir rencontré dès cette époque certaines manifestations spirituelles. En 1929, il a commencé à fréquenter la First Pentecostal Baptist Church de Jeffersonville dirigée par le pasteur Roy Davis, où il s'est converti au christianisme . Davis a baptisé Branham et six mois plus tard, il a ordonné Branham comme ministre et ancien dans son église. Peu après, il commença un ministère non attaché à une confession particulière. C'est à ce moment que ses visions se seraient amplifiées, au point de diriger totalement sa vie. 
William Branham affirma avoir été visité par un ange le soir du 7 mai 1946. Celui-ci lui aurait révélé qu'il possédait le don de guérison. Parmi les nombreuses personnes guéries par le Seigneur grâce à son ministère, figureraient le roi George VI d'Angleterre et le sénateur américain David Upshaw (en). Une vision lui montra le lieu et le moment pour construire sa propre église : Le Branham Tabernacle.
Le 7 juillet 1963, il ordonne plusieurs frères, dont Orlando Hunte et Joseph Coleman, qui aurait été son auxiliaire selon la prophétie qu'il avait faite en disant : <<Quelqu'un viendra après moi pour continuer avec ce message>>

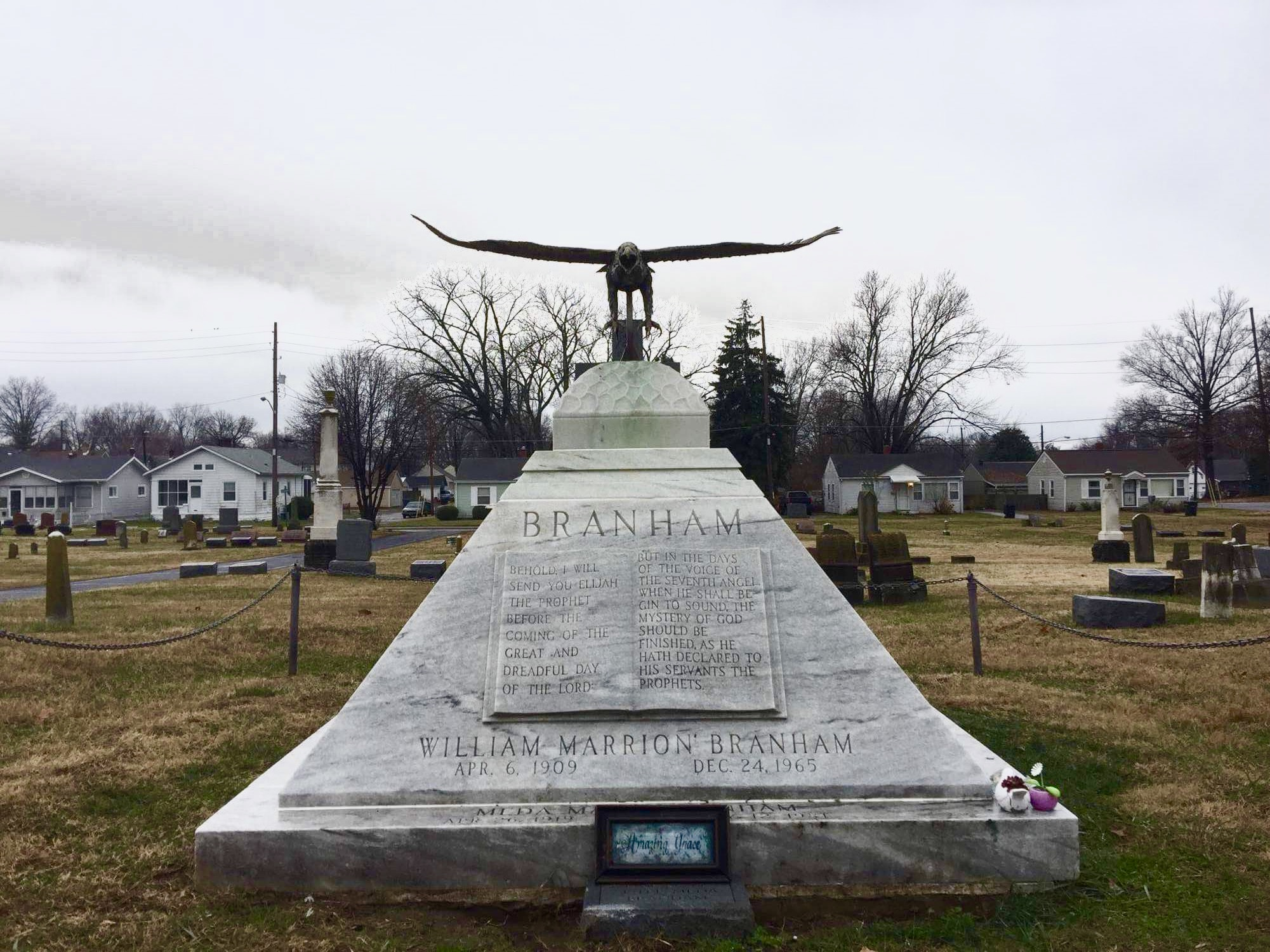
Tombe de Branham à Jeffersonville.

Le 18 décembre 1965, William Branham et sa famille (excepté sa fille Rebekah) revenaient de Tucson, en Arizona, à Jeffersonville (Indiana) pour les vacances de Noël. À environ 3 miles à l'est de Friona, Texas (environ 70 miles au sud-ouest d'Amarillo sur l'U.S. Highway 60), à la nuit tombée, une voiture roulant à contre-sens percuta celle de Branham. Le conducteur était ivre et est tué sur le coup, ainsi que le passager avant ,les deux passagers des sièges arrière étant grièvement blessés. La femme de Branham l'est elle aussi ainsi que sa fille Sarah, qui était allongée sur la banquette. Branham a le bras gauche et une jambe écrasés. Extrait de la voiture au bout de 45 minutes, il est transporté à l'hôpital de Friona, puis à celui d'Amarillo, où il meurt le 24 décembre 1965 à 5 h 49[réf. nécessaire].
Il est enterré à Jeffersonville. Lors des funérailles, l'évangéliste américain T.L. Osborn lui rend hommage.

## Visions
William Branham affirme avoir reçu plusieurs visions au cours de sa vie et surtout après son ordination par le Dr Roy Davis :
- Vision du Seigneur Jésus [6]
- Vision sur une jeune fille atteinte de polio
- Vision dans un restaurant à Ohio
- Vision de 300 000 hindous

### Les sept visions
En juin 1933 alors qu'il conduisait un service au Old Masonic Hall on Meggs à Jeffersonville, William Branham affirma que le Seigneur Jésus lui montra sept événements de première importance qui devaient avoir lieu avant son retour,:
1. Mussolini envahirait l'Ethiopie
2. Hitler s'élèverait, deviendrait dictateur de l'Allemagne et aurait une fin mystérieuse.
3. Les trois grands « -ismes » : fascisme, nazisme, communisme ; le dernier « -isme » absorberait les deux premiers.
4. Grands progrès scientifiques après la deuxième guerre mondiale.
5. Droit de vote aux femmes.
6. Une femme cruelle d'une grande beauté s'élèverait aux États-Unis.
7. États-Unis en cendres.

Cependant, Peter Duyzer, parmi d'autres critiques de Branham, souligna que soit certaines prophéties de Branham ne s'étaient en réalité pas concrétisées, soit qu'elles avaient en fait été annoncées après que les événements eux-mêmes s'étaient déjà produits. De son côté, Weaver nota que Branham avait tendance à embellir ses prédictions au fur et à mesure que le temps passait